# 한국문구공업협동조합
한국문구공업협동조합(韓國文具工業協同組合, Korea Stationery Industry Cooperative)은 1962년에 설립된 대한민국의 중소 협동조합이다. 소재지는 서울특별시 중구 동호로 292에 위치하고 있다.

## 개요
문구산업의 건전한 발전과 조합원 상호간의 복리증진 도모하기 위해 협동사업 수행으로 조합원의 자주적인 경제활동을 조장

## 역사
- 1962년 3월 24일 창립총회
- 1962년 5월 14일 상공부 장관의 조합 설립인가
- 1969년 7월 15일 월간 한국문구보 창간
- 1984년 서울 국제문구전시회 개최
- 2000년 문구의 날 개정.

## 조직
- 총회
- 이사
- 이사장
- 감사
- 고문
- 전무이사
- 상무
  - 관리부
    - 총무과
    - 경리과

  - 기획부
    - 기획조사과

  - 국제부
    - 통상진흥과

  - 사업부
    - 사업과

## 교통편
- ● 수도권 전철 3호선 동대입구역

## 같이 보기
- 문방구